# Noord-Atlantische Oscillatie

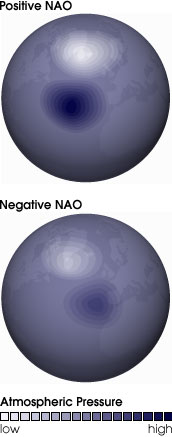

De Noord-Atlantische Oscillatie (NAO) is een meteorologisch fenomeen boven de noordelijke Atlantische Oceaan. Het betreft het wisselende luchtdrukverschil (op zeeniveau) tussen een lagedrukgebied met het centrum in de buurt van IJsland en een hogedrukgebied met het centrum in de buurt van de Azoren (het Azorenhoog). Het verschil in luchtdruk tussen deze twee drukgebieden beïnvloedt in een belangrijke mate de windkracht en -richting vanaf de oceaan richting Europa. De NAO heeft daarmee een bepalende invloed op het weer in West-Europa, waarbij de effecten het grootst zijn in de winter. 

## Omschrijving
De Noord-Atlantische Oscillatie werd ontdekt tussen de 19e en 20e eeuw. Hugo Hildebrand Hildebrandsson was de eerste onderzoeker die in 1897 een correlatie ontdekte tussen de luchtdruk bij IJsland en de Azoren. Zijn onderzoek vormde de basis voor alle latere onderzoeken die deze twee drukgebieden gebruiken om de Noord-Atlantische Oscillatie, en de invloed ervan op het weer in West-Europa, in kaart te brengen. Tot op heden wordt met computermodellen geprobeerd om het fluctuerende gedrag en de invloeden van de NAO beter te begrijpen. Tussen het hogedrukgebied bij de Azoren en het lagedrukgebied bij IJsland in ontstaat een stroming van west naar oost waarin depressies ontstaan en die in de winter relatief zachte en vochtige oceaanlucht naar Europa voert. Afhankelijk van het drukverschil tussen beide drukgebieden komt deze zachte maar ook met regen gevulde oceaanlucht meer noordelijk of meer zuidelijk aan land in Europa. Hierdoor ontstaan klimaatschommelingen voor gebieden in Europa door de jaren heen. Zo waren de winters in de jaren ’80 en begin jaren ’90 relatief zacht in Nederland, wat correspondeerde met een positieve NAO-index, maar toen deze index negatief werd in 1996 volgde een koude winter. Er is niet een duidelijk patroon vast te stellen wanneer en voor hoe lang een positieve of negatieve NAO-index plaatsvindt. Soms kunnen er verschillen optreden tussen weken, maar de NAO kan ook over meerdere jaren min of meer constant zijn. Er is vastgesteld dat de Noord-Atlantische Oscillatie vooral van invloed is op het winterse klimaat in Europa, het zomerklimaat lijkt meer afhankelijk te zijn van kleinere lokale drukpatronen en atmosferische blokkades.

## NAO-index

De NAO-index afwijkingen van de standaard luchtdruk op zeeniveau tussen Gibraltar en Reykjavík sinds 1823.

Het verschil in luchtdruk tussen het hogedrukgebied bij de Azoren en het lagedrukgebied bij IJsland wordt uitgedrukt met de NAO-index. Een groot verschil in luchtdruk tussen beide gebieden leidt tot een positieve NAO-index en een klein verschil leidt tot een negatieve NAO-index. Voor het lagedrukgebied bij IJsland worden de metingen van een station bij Reykjavík gebruikt, voor het zuidelijke hogedrukgebied worden metingen bij Lissabon, Ponta Delgada (Azoren) en Gibraltar aangehouden.
- Positieve NAO-index

Wanneer er een groot drukverschil bestaat tussen het hogedrukgebied in de buurt van de Azoren en het lagedrukgebied in de buurt van IJsland, wordt in de winter zachte en vochtige oceaanlucht naar West-Europa gevoerd. Dit leidt tot relatief zachte winters met veel neerslag. In de zomer kan deze lucht juist een verkoelende werking hebben. Het zeeklimaat wordt dus in deze situatie in West-Europa versterkt.
- Negatieve NAO-index

Zijn de verschillen tussen het lagedrukgebied bij IJsland en het hogedrukgebied bij de Azoren juist klein, dan wordt de oceaanlucht meer zuidelijk richting Europa gevoerd. Dit heeft tot gevolg dat de winters in West-Europa droger en kouder zijn. Het klimaat krijgt een meer continentaal karakter. In Zuid-Europa wordt het weer onstuimiger, omdat boven de oceaan gevormde stormen en neerslag nu hierheen worden geleid.

## Noord-Atlantische Oscillatie en de energietransitie
De Noord-Atlantische Oscillatie is om verschillende redenen een belangrijk onderwerp van onderzoek, maar in recente jaren is er een nieuwe noodzaak ontstaan voor verder begrip van dit fenomeen. De meeste landen in Europa streven naar het vervangen van fossiele brandstoffen door meer duurzame energiebronnen. Windmolens en zonnepanelen, die voor energieopwekking afhankelijk zijn van het weer, zijn daarbij veelgebruikte middelen. Onderzoekers van het KNMI hebben gewezen op de potentiële kwetsbaarheid van een Europees elektriciteitsnet dat grotendeels van wind- en zonne-energie afhankelijk is. Negatieve Noord-Atlantische Oscillatie kan namelijk door geheel Europa omstandigheden creëren die het opwekken van voldoende energie met wind en zon onmogelijk maken. Een negatieve NAO zorgt voor extra lage wintertemperaturen in West-Europa, waardoor de energievraag stijgt. Tegelijkertijd staat er bij een negatieve NAO een zwakke wind, zodat de opbrengsten uit windmolens tegenvallen. Tezamen met de korte en donkere winterdagen, neemt de kans op Dunkelflaute toe. Omdat de NAO voor overeenkomstige weersomstandigheden door meerdere landen tegelijk zorgt, kan tegenvallende elektriciteitsproductie niet zomaar geïmporteerd worden uit buurlanden met hetzelfde probleem. Tijdens een negatieve NAO neemt de windkracht in Zuid-Europa juist toe, maar dit valt samen met toegenomen bewolking. Hierdoor hebben de Zuid-Europese landen hun windenergie nodig om tegenvallende zonne-energie te compenseren en kan er weinig geëxporteerd worden. 